# Echo Pass
Echo Pass är ett bergspass i Sydgeorgien och Sydsandwichöarna (Storbritannien). Det ligger i den nordvästra delen av Sydgeorgien och Sydsandwichöarna. Echo Pass ligger 437 meter över havet.
Terrängen runt Echo Pass är kuperad åt nordost, men åt sydväst är den bergig. Havet är nära Echo Pass norrut.  Trakten runt Echo Pass är nära nog obefolkad, med mindre än två invånare per kvadratkilometer. Trakten runt Echo Pass är permanent täckt av is och snö.